# Campionat d'Europa de bàsquet 3x3 femení
|  | Aquest article és sobre la competició femenina. Per a la competició masculina, vegeu Campionat d'Europa de bàsquet 3x3 masculí |

El Campionat d'Europa de bàsquet 3x3 femení (oficialment en anglès: 3x3 European Championships) és una competició esportiva de bàsquet 3x3 a nivell europeu. De caràcter anual, és organitzat per FIBA Europa i es celebra des del 2014. Hi participen dotze seleccions nacionals agrupades en quatre grups de tres equips cadascun. Disputen una primera fase en format de lligueta i es classifiquen els dos primers classificats de cadascun dels grups. La fase final es disputa en format d'eliminació directa amb quarts de final, semifinal i final. El guanyador del torneig és declarat campió d'Europa i té dret a participar al Campionat del Món i als Jocs Olímpics.
La competició segueix les regles de basquetbol en la modalitat de 3x3, destacant les dimensions de la pista (15x11 m), la duració del partit (10 min.) i la puntuació fins a 21 punts. Cada selecció competeix amb tres jugadores més una de reserva.
França és la selecció que ha guanya més campionats amb tres títols (2018, 2019, 2021), seguit de Rússia amb dos (2014, 2017). La selecció espanyola es proclamà campiona d'Europa el 2021 i ha aconseguit tres subcampionats (2017, 2019, 2023).

## Historial
| En negreta = Selecció campiona |

| I    | 2014 | Rússia        | 16–13 | Eslovènia     | Bèlgica       | 16–10 | Països Baixos | Bucarest  |       |
| II   | 2016 | Hongria       | 21–14 | Romania       | Rússia        | 15–13 | Suïssa        | Bucarest  |       |
| III  | 2017 | Rússia        | 22–14 | Espanya       | Països Baixos | 19–15 | França        | Amsterdam | [ 4 ] |
| IV   | 2018 | França        | 21–5  | Països Baixos | Ucraïna       | 17–16 | Itàlia        | Bucarest  |       |
| V    | 2019 | França        | 14–12 | Espanya       | Letònia       | 17–13 | Països Baixos | Debrecen  | [ 5 ] |
| VI   | 2021 | Espanya       | 16–12 | Alemanya      | França        | 19–13 | Rússia        | París     | [ 3 ] |
| VII  | 2022 | França        | 21–14 | Països Baixos | Polònia       | 16-13 | Espanya       | Graz      |       |
| VIII | 2023 | Països Baixos | 21–18 | Espanya       | Lituània      | 22–14 | Portugal      | Jerusalem | [ 6 ] |
| IX   | 2024 | Espanya       | 19–11 | França        | Països Baixos | 21-14 | Polònia       | Viena     | [ 7 ] |

## Medaller històric
| Dades actualitzades l'agost de 2024 |

| # | Selecció nacional | Or | Argent | Bronze | Total |
| - | ----------------- | -- | ------ | ------ | ----- |
| 1 | França            | 3  | 1      | 1      | 5     |
| 2 | Espanya           | 2  | 3      | 0      | 5     |
| 3 | Rússia            | 2  | 0      | 1      | 3     |
| 4 | Països Baixos     | 1  | 2      | 2      | 5     |
| 5 | Hongria           | 1  | 0      | 0      | 3     |
| 6 | Eslovènia         | 0  | 1      | 0      | 1     |
| 6 | Romania           | 0  | 1      | 0      | 1     |
| 6 | Alemanya          | 0  | 1      | 0      | 1     |
| 9 | Bèlgica           | 0  | 0      | 1      | 1     |
| 9 | Ucraïna           | 0  | 0      | 1      | 1     |
| 9 | Letònia           | 0  | 0      | 1      | 1     |
| 9 | Polònia           | 0  | 0      | 1      | 1     |
| 9 | Lituània          | 0  | 0      | 1      | 1     |

## Premis individuals
| Any  | MVP                | Equip ideal        | Equip ideal          | Equip ideal          | refs.  |
| Any  | Nom                | Nom                | Nom                  | Nom                  | refs.  |
| ---- | ------------------ | ------------------ | -------------------- | -------------------- | ------ |
| 2016 | Dora Medgyessy     | Dora Medgyessy     | Gabriela Marginean   | Alexia Rol           | [ 8 ]  |
| 2017 | Anastasia Logunova | Anastasia Logunova | Paula Palomares      | Karin Kujit          | [ 9 ]  |
| 2018 | Migna Touré        | Migna Touré        | Ana Maria Filip      | Anna Olkhovyk        | [ 10 ] |
| 2019 | Ana Maria Filip    | Ana Maria Filip    | Sandra Ygueravide    | Natalie van den Adel | [ 11 ] |
| 2021 | Sandra Ygueravide  | Sandra Ygueravide  | Sonja Greinacher     | Marie-Eve Paget      | [ 12 ] |
| 2022 | Myriam Djekoundade | Myriam Djekoundade | Natalie van den Adel | Aldona Morawiec      | [ 13 ] |
| 2023 | Noortje Driessen   | Noortje Driessen   | Juana Camilion       | Kamile Nacickaite    | [ 14 ] |
| 2024 | Sandra Ygueravide  | Sandra Ygueravide  | Marie-Eve Paget      | Janis Ndiba          | [ 15 ] |